# Cattedrale di San Demetrio (Dalj)
La cattedrale di San Demetrio (in croato: Crkva svetog Dimitrija; in serbo: Црква светог Димитрија) si trova nel villaggio di Dalj, nel comune di Erdut, in Croazia. La chiesa è cattedrale dell'eparchia di Osijek e Baranja per la chiesa ortodossa serba.

## Storia
Sul sito della chiesa odierna sorgeva una chiesa più antica di legno, poi sostituita con una chiesa in mattoni nel 1715. La costruzione della chiesa attuale è iniziata nel 1791 per concludersi nel 1799. L'iconostasi è stata completata nel 1824 e la chiesa è stata consacrata nel 1840.
La chiesa è stata gravemente danneggiata durante la seconda guerra mondiale, quindi è stata chiusa il 12 luglio 1941; in seguito sono state rimosse le campane e demolita l'iconostasi, la torre e parti delle pareti della chiesa sono state distrutte.